# Hammer Smashed Face
Hammer Smashed Face è il primo EP dei Cannibal Corpse. Venne pubblicato nel 1993 dalla Metal Blade Records. La title track è una delle canzoni più popolari della band, anche perché il complesso la suonava dal vivo in una scena del celebre film interpretato da Jim Carrey Ace Ventura - L'acchiappanimali. Vennero concepite due copertine differenti, una per l'EP 7", una per il 12". Entrambe le versioni vennero anche distribuite in formato CD.

## Tracce
7"
1. Hammer Smashed Face – 4:04
2. The Exorcist (cover dei Possessed) – 4:37
3. Zero the Hero (cover dei Black Sabbath) – 6:35

12"
1. Hammer Smashed Face (feat. George "Corpsegrinder" Fisher) – 4:04
2. The Exorcist (cover dei Possessed) – 4:37
3. Zero the Hero (cover dei Black Sabbath) – 6:35
4. Meat Hook Sodomy – 5:46
5. Shredded Humans – 5:10

## Formazione
- Chris Barnes - voce
- Jack Owen - chitarra
- Bob Rusay - chitarra
- Alex Webster - basso
- Paul Mazurkiewicz - batteria